# Paepalanthus heterocaulon
Paepalanthus heterocaulon är en gräsväxtart som beskrevs av Silveira. Paepalanthus heterocaulon ingår i släktet Paepalanthus och familjen Eriocaulaceae. Inga underarter finns listade i Catalogue of Life.